# Marcin Sapa
Marcin Sapa (Konin, 10 de febrero de 1976) es un ciclista polaco, profesional entre los años 2000 y 2013.
En noviembre de 2014 fue suspendido durante 18 meses, hasta el 26 de abril de 2016, tras haber dado positivo en un control antidopaje realizado el 27 de julio de 2013 en la última etapa del Dookoła Mazowsza que ganó.

## Palmarés
| 2000 - 2.º en el Campeonato de Polonia Contrarreloj 2001 - 2 etapas de la Vuelta a Marruecos 2002 - 3.º en el Campeonato de Polonia Contrarreloj 2003 - 1 etapa del Bałtyk-Karkonosze Tour 2004 - 1 etapa del Tour de Polonia 2005 - Schaal Sels 2007 - Gran Premio Hydraulika Mikolasek - 1 etapa del Bałtyk-Karkonosze Tour - Pomorski Klasyk - 1 etapa de la Vuelta a Eslovaquia - 2 etapas de la Tour de Croacia | 2008 - Campeonato de Polonia en Ruta - Mazovia Tour - Tour de Malopolska, más 1 etapa 2010 - 1 etapa de la Vuelta a Baviera - 3.º en el Campeonato de Polonia Contrarreloj 2011 (como amateur) - Carrera de la Solidaridad y de los Campeones Olímpicos, más 1 etapa \| Resultados anulados desde el 23 de julio de 2013 \| \| ------------------------------------------------------ \| \| 2013 - Dookoła Mazowsza - 1 etapa del Tour de Bulgaria \| |
| Resultados anulados desde el 23 de julio de 2013 | |
| 2013 - Dookoła Mazowsza - 1 etapa del Tour de Bulgaria | |

## Resultados en Grandes Vueltas y Campeonatos del Mundo
| Carrera         | Carrera         | 2000 | 2001 | 2002 | 2003 | 2004 | 2005 | 2006 | 2007 | 2008 | 2009  | 2010 | 2011 | 2012 | 2013 |
| --------------- | --------------- | ---- | ---- | ---- | ---- | ---- | ---- | ---- | ---- | ---- | ----- | ---- | ---- | ---- | ---- |
|                 | Giro de Italia  | —    | —    | —    | —    | —    | —    | —    | —    | —    | —     | —    | —    | —    | —    |
|                 | Tour de Francia | —    | —    | —    | —    | —    | —    | —    | —    | —    | 146.º | —    | —    | —    | —    |
|                 | Vuelta a España | —    | —    | —    | —    | —    | —    | —    | —    | —    | —     | —    | —    | —    | —    |
| Mundial en Ruta | Mundial en Ruta | —    | —    | —    | —    | —    | —    | —    | Ab.  | —    | —     | Ab.  | —    | —    | —    |

—: no participa
Ab.: abandono